# Монте Кремаско
Монте Кремаско (итал. Monte Cremasco) је насеље у Италији у округу Кремона, региону Ломбардија.
Према процени из 2011. у насељу је живело 2353 становника. Насеље се налази на надморској висини од 79 м.

## Становништво
Према резултатима пописа становништва 2011. у општини је живело 2.356 становника.
| 1931. | 1936. | 1951. | 1961. | 1971. | 1981. | 1991. | 2001. | 2011. |
| ----- | ----- | ----- | ----- | ----- | ----- | ----- | ----- | ----- |
| 711   | 777   | 741   | 715   | 910   | 1.209 | 1.637 | 1.923 | 2.356 |